# Khoisa
Khoisa is een geslacht van vlinders van de familie tastermotten (Gelechiidae).

## Soorten
- K. epicentra (Meyrick, 1909)
- K. glauca (Janse, 1960)
- K. panaula (Meyrick, 1909)
- K. triloba (Janse, 1960)